# Boule d'Or (wielerploeg)
Boule d'Or was een Belgische wielerploeg. Hoofdsponsor was Boule d'Or, een merk van sigaretten. De ploeg bestond van 1979 tot 1983 en werd tot april 1983 bestuurd door Guillaume "Lomme" Driessens. 

## Historiek
De ploeg begon in 1979 onder de naam Lano-Boule d'Or, maar er werden voornamelijk kermiskoersen gereden (waarvan er enkele, een tiental, werden gewonnen). Sponsor Lano, een textielbedrijf gespecialiseerd in tapijten, had het jaar voordien de in België iconische Flandria-ploeg ondersteund, samen met vleesbedrijf Velda. Lano trok zich uit dat project terug (na één jaar) en schaarde zich achter Lomme Driessens' nieuwe ploeg. Een jaar later, in 1980, sponsorde het Italiaanse fietsmerk Colnago de Boule d'Or-ploeg. Men reed vanaf dan ook op fietsen van dat merk. In 1982 had Boule d'Or met Freddy Maertens de wereldkampioen wielrennen op de weg in de rangen. Hij veroverde de regenboogtrui te Praag, Tsjechië (1981), zijn tweede wereldtitel na Ostuni, Italië 1976. In 1981 won Maertens vijf etappes en de groene puntentrui in de Tour de France.
Omdat het destijds in Frankrijk al verboden was om met een sigarettenmerk op de trui rond te fietsen, moest Lomme Driessens in het seizoen 1981 op zoek naar een investeerder om startrecht in de Ronde van Frankrijk te verwerven. Zo gebeurde het uiteindelijk dat Sunair naar voren trad, het West-Vlaamse reisbureau van Rudolf Vanmoerkerke. Sunair is ook het bedrijf achter de recreatiedomeinen Sunparks. Zowel voor de Tour van 1981 als de Tour van 1982 kwam Boule d'Or aan de start onder de naam Sunair-Colnago, maar wel telkenmale met een andere derde sponsor ; in 1981 met het sporttijdschrift Sport 80, in 1982 met de fabrikant van fietswielen Campagnolo.
In april 1983 verliet Lomme Driessens halverwege het seizoen Boule d'Or, waardoor Willy Jossart de ploegleiding verkreeg naast Walter Verlee die reeds in 1980 ploegleider was geweest bij Boule d'Or. 
Tot de grootste successen van de Boule d'Or-ploeg (1979–1983) kunnen gerekend worden: Ronde van Lombardije (1980) met Fons De Wolf, Trofeo Baracchi (1980) met Fons De Wolf en Jean-Luc Vandenbroucke (La Redoute–Motobécane), Zesdaagse van Antwerpen met Roger De Vlaeminck samen met René Pijnen (Gazelle-Campagnolo) en Wilfried Peffgen (Peugeot Duitsland), vijf etappes inclusief puntenklassement Ronde van Frankrijk 1981 met Freddy Maertens, twee etappes Ronde van Frankrijk 1982 met Daniel Willems, etappe en eindklassement Ruta del Sol 1982 met Marc Sergeant, etappe Parijs-Nice 1983 met Dirk De Wolf, etappe Ronde van Frankrijk 1983 met Rudy Matthys. 
In 1984 keerde Boule d'Or terug in de wielersport als co-sponsor van Europ Decor (1982–1984), de ploeg waar Gerrie Knetemann nog voor gereden heeft en die door voormalig renner Ronny De Witte geleid werd. Het voorlaatste jaar van zijn profcarrière, 1981, spendeerde Ronny De Witte overigens bij de in 1983 stopgezette Boule d'Or-ploeg.